# Sus oliveri
Il cinghiale dalle verruche di Oliver (Sus oliveri), o cinghiale dalle verruche di Mindoro, è una piccola specie di cinghiale originaria dell'Asia tropicale. Vive solamente sull'isola di Mindoro, nelle Filippine centrali. Ritenuto in passato una forma di S. philippensis, Colin Groves lo ha elevato al rango di specie separata a causa di alcune differenze del cranio e del mantello.